# ليونارد فنتون
ليونارد فنتون (بالإنجليزية: Leonard Fenton)‏ هو رسام وممثل بريطاني، ولد في 29 أبريل 1926 بلندن في المملكة المتحدة.

## وصلات خارجية
- ليونارد فنتون على موقع IMDb (الإنجليزية)
- ليونارد فنتون على موقع ألو سيني (الفرنسية)
- ليونارد فنتون على موقع ميوزك برينز (الإنجليزية)
- ليونارد فنتون على موقع ديسكوغز (الإنجليزية)
- ليونارد فنتون على موقع قاعدة بيانات الفيلم (الإنجليزية)